# Ilpois
Ilpois (finska: Ilpoinen) är en stadsdel i Åbo i det finländska landskapet Egentliga Finland. Stadsdelen ligger ungefär 5 kilometer från Åbo salutorg.

## Historia
Det finska namnet Ilpoinen förekommer i den tredje upplagan av Kanteletar, där man talar om Ilpoisten mäki (Ilpois backe). Namnet härstammar troligen från en folkdikt som samlades in från Åbotrakten på 1700-talet och hittades i Henrik Gabriel Porthans anteckningar. Dikten berättar om hertig Karls krigståg till Finland. I en annan upplaga förekommer namnet i formen Ispoisten mäki.
Största delen av höghusen i Ilpois byggdes under 1960- och 1970-talen. Områdets huvudarkitekt var Veijo Kahra. Det finns även äldre bebyggelse i stadsdelen som består av trähus byggda under 1930- och 1940-talen.
I slutet av 2016 fanns det 2 779 invånare i Ilpois varav cirka 86% hade finska och 6% svenska som modersmål. Till stadsdelens tjänster hör bland annat ett daghem, två förskolor, en grundskola och ett bibliotek.
Teknologiska forskningscentralen utforskade byggkostnaderna för 24 nya bostadsområden i Finland år 1978. Då framkom att Ilpois var det billigast byggda området när man räknade på pengar spenderade per bebodda kvadratmeter.